# Vaccinium chunii
Vaccinium chunii är en ljungväxtart som beskrevs av Elmer Drew Merrill och Hermann Sleumer. Vaccinium chunii ingår i Blåbärssläktet, och familjen ljungväxter. Inga underarter finns listade i Catalogue of Life.